# William M. Ketchum
William Matthew Ketchum (Los Angeles, 2 settembre 1921 – Bakersfield, 24 giugno 1978) è stato un politico statunitense, membro della Camera dei Rappresentanti per lo stato della California dal 1973 al 1978.

## Biografia
Nativo di Los Angeles, William Ketchum frequentò le scuole pubbliche e la scuola militare di North Hollywood. Dal 1939 al 1940 studiò presso la Colorado School of Mines, nel 1942 si laureò alla University of Southern California. Durante la seconda guerra mondiale, prestò servizio come militare nell'esercito degli Stati Uniti dal 1942 al 1946, venendo poi richiamato alle armi in occasione della guerra di Corea tra il 1950 e il 1953. Nel frattempo, dal 1946 al 1950 aveva gestito una ferramenta, dove vendeva anche pezzi di ricambio per auto. Finita l'esperienza militare, lavorò nel settore commerciale e in quello agricolo.
Entrato in politica con il Partito Repubblicano, dal 1964 al 1966 fu membro del comitato esecutivo statale del suo partito. Dal 1967 al 1972, Ketchum fu membro dell'Assemblea dello Stato della California. Nel 1968 fu delegato alla Convention nazionale repubblicana di Miami Beach, dove Richard Nixon fu nominato per la presidenza.
Nel 1972 William Ketchum fu eletto alla Camera dei Rappresentanti e negli anni successivi fu riconfermato dagli elettori per altri due mandati, cambiando distretto congressuale nel 1975. Da veterano, si oppose al progetto di ritiro delle truppe statunitensi dalla Corea, sostenendo che le forze militari coreane non fossero abbastanza forti per mantenere da sole lo status quo.
Nel giugno del 1978, mentre era ancora in carica e in corsa per la rielezione, Ketchum fu colpito da un attacco di cuore sotto la doccia dopo aver giocato una partita di tennis; condotto in ospedale, venne dichiarato morto all'età di cinquantasei anni. L'allora Presidente Carter lo definì "un bravo funzionario pubblico che ha abilmente servito il suo distretto al Congresso", affermando che "ha guidato l'importante lotta per una spesa pubblica responsabile e un bilancio federale in pareggio. I suoi sforzi a favore degli anziani si sono guadagnati il rispetto non solo degli elettori del suo distretto, ma degli anziani di tutta la nazione". Gli sopravvissero la moglie Lola e i due figli.